# Tillandsia dugesii
Tillandsia dugesii är en gräsväxtart som beskrevs av John Gilbert Baker. Tillandsia dugesii ingår i släktet Tillandsia och familjen Bromeliaceae. Inga underarter finns listade i Catalogue of Life.